# Zwitserland op de Paralympische Winterspelen 2018
Zwitserland was een van de landen die deelnam aan de Paralympische Winterspelen 2018 in Pyeongchang, Zuid-Korea.

## Medailleoverzicht
| Sport       | Paralympiër | Onderdeel                | Medaille |
| ----------- | ----------- | ------------------------ | -------- |
| Alpineskiën | Theo Gmur   | Afdaling, staand (m)     | Goud     |
| Alpineskiën | Theo Gmur   | Super G, staand (m)      | Goud     |
| Alpineskiën | Theo Gmur   | Reuzenslalom, staand (m) | Goud     |

## Deelnemers en resultaten
(m) = mannen, (v) = vrouwen 

### Alpineskiën
| Paralympiër      | Onderdeel                    | Resultaat | Prestatie      |
| ---------------- | ---------------------------- | --------- | -------------- |
| Michael Bruegger | Afdaling, staand (m)         | 17e       | 1:32.81        |
| Michael Bruegger | Super G, staand (m)          | 21e       | 1:32.82        |
| Michael Bruegger | Supercombinatie, staand (m)  | DNF       | Niet gefinisht |
| Michael Bruegger | Reuzenslalom, staand (m)     | DNF       | Niet gefinisht |
| Michael Bruegger | Slalom, staand (m)           | DNF       | Niet gefinisht |
| Robin Cuche      | Afdaling, staand (m)         | 8e        | 1:29.28        |
| Robin Cuche      | Super G, staand (m)          | DNF       | Niet gefinisht |
| Robin Cuche      | Supercombinatie, staand (m)  | DNF       | Niet gefinisht |
| Robin Cuche      | Reuzenslalom, staand (m)     | DNF       | Niet gefinisht |
| Robin Cuche      | Slalom, staand (m)           | DNF       | Niet gefinisht |
| Theo Gmur        | Afdaling, staand (m)         | Goud      | 1:25.45        |
| Theo Gmur        | Super G, staand (m)          | Goud      | 1:24.83        |
| Theo Gmur        | Supercombinatie, staand (m)  | DNF       | Niet gefinisht |
| Theo Gmur        | Reuzenslalom, staand (m)     | Goud      | 2:12.47        |
| Christoph Kunz   | Afdaling, zittend (m)        | DNF       | Niet gefinisht |
| Christoph Kunz   | Super G, zittend (m)         | DNF       | Niet gefinisht |
| Christoph Kunz   | Supercombinatie, zittend (m) | 10e       | 2:22.14        |
| Christoph Kunz   | Reuzenslalom, zittend (m)    | 6e        | 2:18.16        |
| Murat Pelit      | Super G, zittend (m)         | DNF       | Niet gefinisht |
| Murat Pelit      | Supercombinatie, zittend (m) | DNF       | Niet gefinisht |
| Murat Pelit      | Reuzenslalom, zittend (m)    | 16e       | 2:27.95        |
| Murat Pelit      | Slalom, zittend (m)          | 13e       | 2:06.92        |
| Thomas Pfyl      | Afdaling, staand (m)         | 9e        | 1:29.77        |
| Thomas Pfyl      | Super G, staand (m)          | 9e        | 1:29.40        |
| Thomas Pfyl      | Supercombinatie, staand (m)  | 7e        | 2:18.50        |
| Thomas Pfyl      | Reuzenslalom, staand (m)     | 9e        | 2:18.46        |
| Thomas Pfyl      | Slalom, staand (m)           | 9e        | 1:43.93        |

### Langlaufen
| Paralympiër   | Onderdeel                                 | Resultaat | Prestatie |
| ------------- | ----------------------------------------- | --------- | --------- |
| Lucas Tavasci | 1.5 km sprint klassieke stijl, staand (m) | 11e       | 3:55.3    |
| Lucas Tavasci | 10 km klassieke stijl, staand (m)         | 16e       | 27:30.2   |
| Lucas Tavasci | 20 km vrije stijl, staand (m)             | 14e       | 0:54:52.8 |

### Rolstoelcurling
| Paralympiër                                                                            | Onderdeel     | Resultaat | Prestatie |
| -------------------------------------------------------------------------------------- | ------------- | --------- | --- |
| Beatrix Blauel-Thomann Marcel Bodenmann Hans Burgner Claudia Huettenmoser Felix Wagner | Team, gemengd | 6e        | Groepsfase (6e) SUI - CAN: 0 - 8 SVK - SUI: 5 - 6 SUI - GBR: 7 - 4 SUI - NOR: 3 - 6 CHN - SUI: 8 - 2 SUI - KOR: 5 - 6 FIN - SUI: 7 - 10 GER - SUI: 4 - 9 SUI - USA: 7 - 4 SWE - SUI: 5 - 3 SUI - NPA: 4 - 6 |

Andorra · Argentinië · Armenië · Australië · België · Bosnië en Herzegovina · Brazilië · Bulgarije · Canada · Chili · China · Denemarken · Duitsland · Finland · Frankrijk · Georgië · Griekenland · Groot-Brittannië · Hongarije · IJsland · Iran · Italië · Japan · Kazachstan · Kroatië · Mexico · Mongolië · Nederland · Nieuw-Zeeland · Noord-Korea · Noorwegen · Oekraïne · Oezbekistan · Oostenrijk · Polen · Roemenië · Servië · Slovenië · Slowakije · Spanje · Tadzjikistan · Tsjechië · Turkije · Verenigde Staten · Wit-Rusland · Zuid-Korea · Zweden · Zwitserland
Neutrale paralympische atleten